# André Trialoux
André Trialoux (né Jean Claude Henri Trialoux à Saint-Germain-des-Fossés le 30 juillet 1887 et mort à Bengy-sur-Craon le 6 août 1966) est un coureur cycliste, commissaire de courses, commissaire de course sur le Tour de France, manager, directeur sportif.

## Biographie
Manager de Louis Darragon en 1918 ; directeur sportif du club amateur « Rivoli Sportif », dans les années 1920, conseiller technique du « Vélo Club du XVIIe ». Il a aussi créé l'« Union Vélocipédique de Paris »dans les années 1930.
Commissaire de course sur le Tour de France et juge à l'arrivée de 1919 à 1930.
Directeur sportif de l’équipe Helyett-Hutchinson de 1934 à 1943, de l'équipe Trialoux-Wolber en 1944
Manager de René Vietto, qui est, selon Jean-Paul Ollivier ruiné financièrement par André Trialoux qui gérait ses gains,.
Sa fille Colette épouse Ernest Terreau à Paris le 1er février 1933.